# Observatorio Astronómico de Quito
El Observatorio Astronómico de Quito (OAQ) es una institución científica y cultural ecuatoriana fundada en 1873. El Observatorio Astronómico de Quito es uno de los más antiguos en América del Sur y el único observatorio de Ecuador, ubicado en el Parque La Alameda de la ciudad de Quito. 
Gestionada por la Escuela Politécnica Nacional, el Observatorio se encarga de temas relacionados con la astronomía en las áreas de investigación, educación y capacitación, con el fin de la investigar los peculiares y poco estudiados cielos ecuatoriales. Además, ha contado casi desde sus inicios con una estación meteorológica que ha estado en funcionamiento de manera ininterrumpida, la misma que estudia y reporta las diferentes variaciones climáticas de la ciudad, por tanto, una de las actividades complementarias es la observación y monitoreo de los parámetros meteorológicos.

## Historia

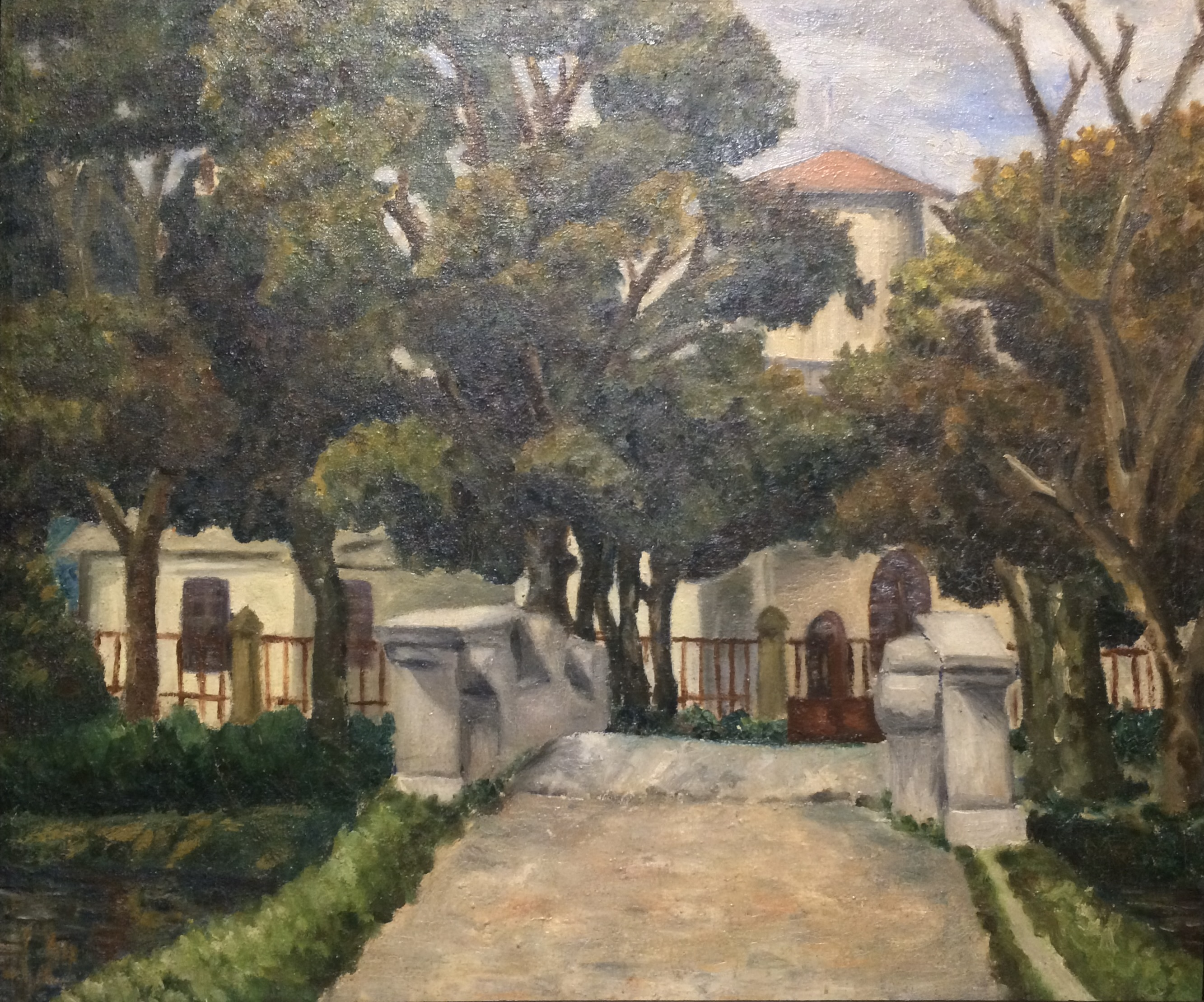
La Alameda con el Observatorio Astronómico de Quito (ca. 1940), Pedro León Donoso. MuNa, Quito.

El Observatorio Astronómico de Quito (OAQ) fue fundado en el año 1873, durante la presidencia del Dr. Gabriel García Moreno, quien además le brindó todo su apoyo durante el proceso de construcción y equipamiento e hizo los mayores esfuerzos para dotarlo de los equipos de la más alta calidad que existían en aquella época; llegando a ser uno de los mejores Observatorios de América Latina. En ese entonces el edificio se localizaba en las afueras de la ciudad de Quito, en una zona que era frecuentada por pastores y sus rebaños conocida como La Alameda y que en la actualidad es el parque que rodea al edificio.
A lo largo de su historia, el OAQ ha contribuido en varias áreas de investigación como: Meteorología, Sismología, Geofísica y por supuesto Astronomía. Es así como en 1891 se pone en funcionamiento la estación meteorológica, la cual reporta las variaciones climáticas con regularidad hasta la actualidad. A principios del siglo pasado, el Observatorio fue el centro de actividades de la Segunda Misión Geodésica Francesa, cuyo objetivo fue medir la declinación de un meridiano; además para la misma época se montó dentro de la Institución los primeros sismógrafos del Ecuador. En lo relacionado con la Astronomía, a mediados de 1960 se colaboró en la elaboración de catálogos estelares con la ayuda del instrumental existente.

## Actividades y servicios
Las actividades y servicios que presta actualmente el OAQ son:
- Observaciones nocturnas por los telescopios para el público en general.
- Información astronómica sobre la zona ecuatorial.

## Actividades de Investigación

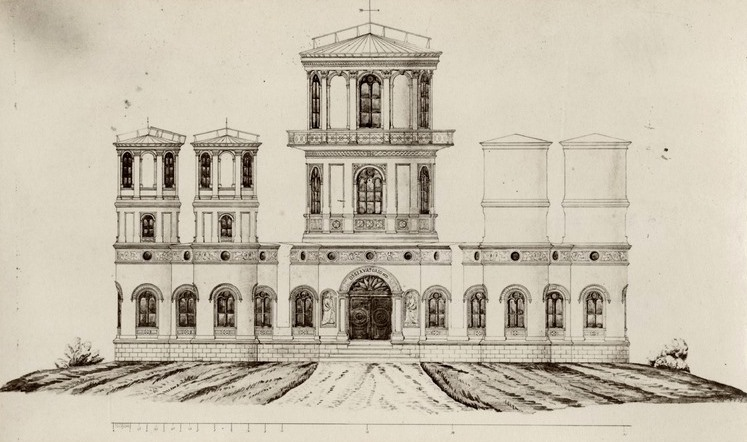
Concepción artística del Observatorio, según el padre Ludwig Dressel (1873).

- Estudio de las galaxias, orientado a la investigación de los gigantescos grupos de estrellas que se forman por Fuerzas gravitatorias de infinito alcance, la materia que se encuentra cubriendo las abismales distancias entre estrella y estrella, las diferentes formas que obtienen las galaxias debido a la evolución temporal que éstas presentan, tomando especial énfasis en sus núcleos galácticos. La complejidad en el estudio de galaxias se remonta al hecho de que se utilizan modelos en los cuales se consideran los transportes de energía y materia entre estrellas vecinas, las mismas que se encuentran a millones de años luz de nuestro sistema solar.

- Estudio del Universo, el mismo que como su nombre lo indica se especializa en la comprensión de la estructura del Universo. La parte de la Astrofísica que se ocupa de este tema es la Cosmología, la misma que para poder evaluar la estructura actual de nuestro Universo debe tomar en cuenta su origen, evolución y predecir su destino.

- Estudio del cielo de Quito utilizando tres telescopios de 8, 12 y 16 pulgadas, además del telescopio ecuatorial Merz, el mismo que se encuentra en la cúpula principal del Observatorio, y se lo usa para las observaciones nocturnas, proporcionando precisión y claridad de la estrella que está siendo observada, permitiendo además fotografiarla.

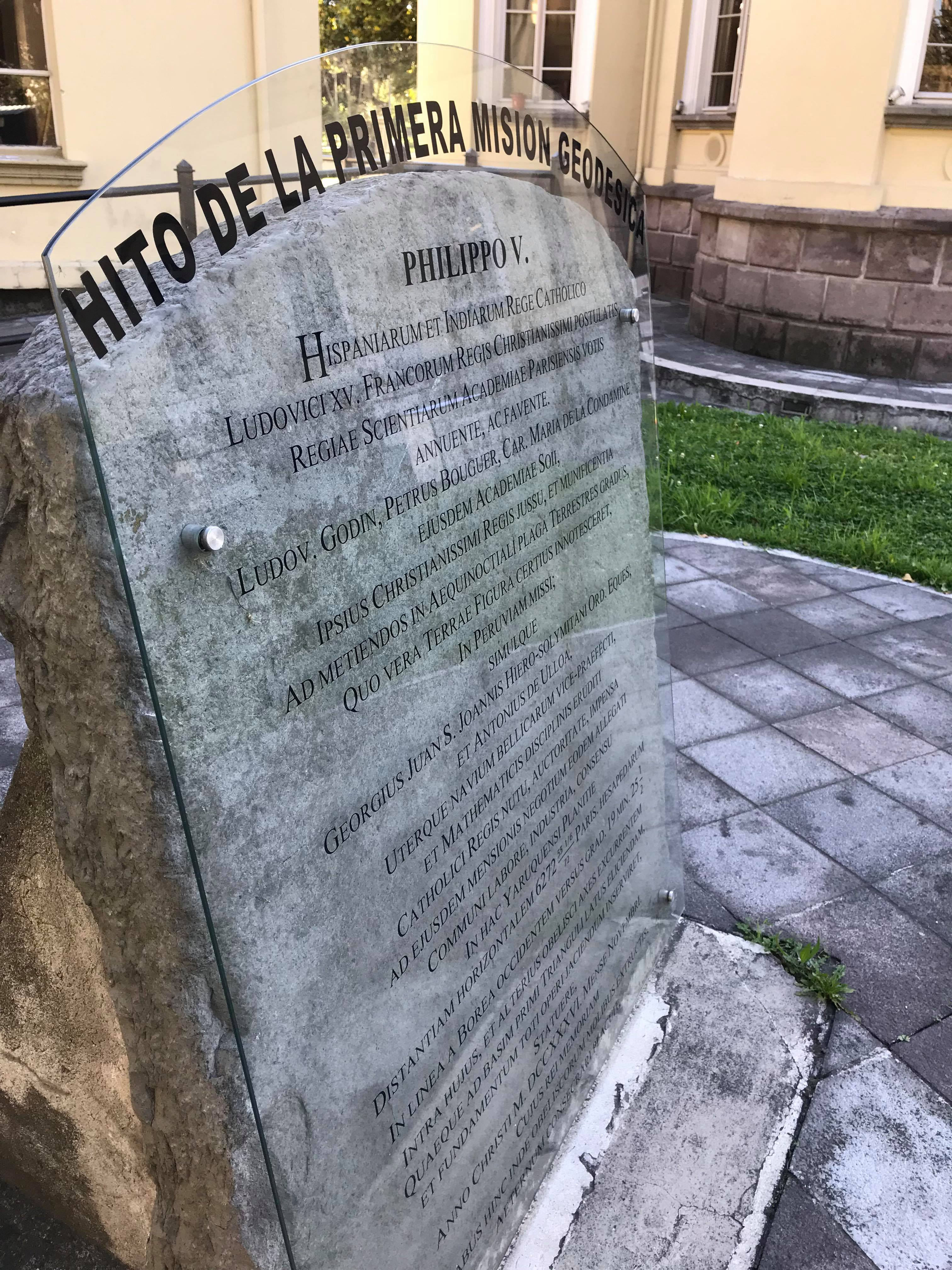
Hito de la misión geodésica francesa
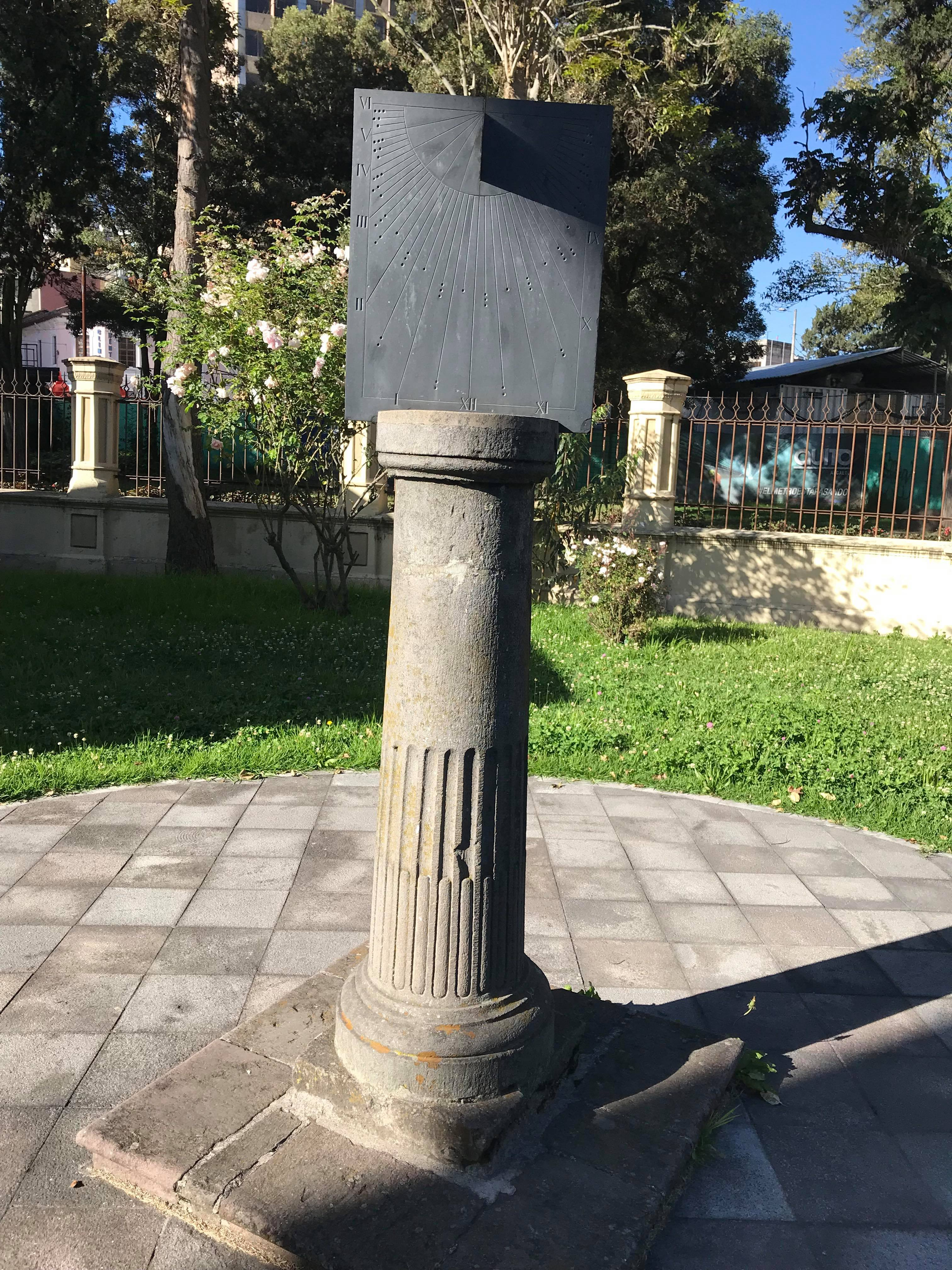
Reloj de sol
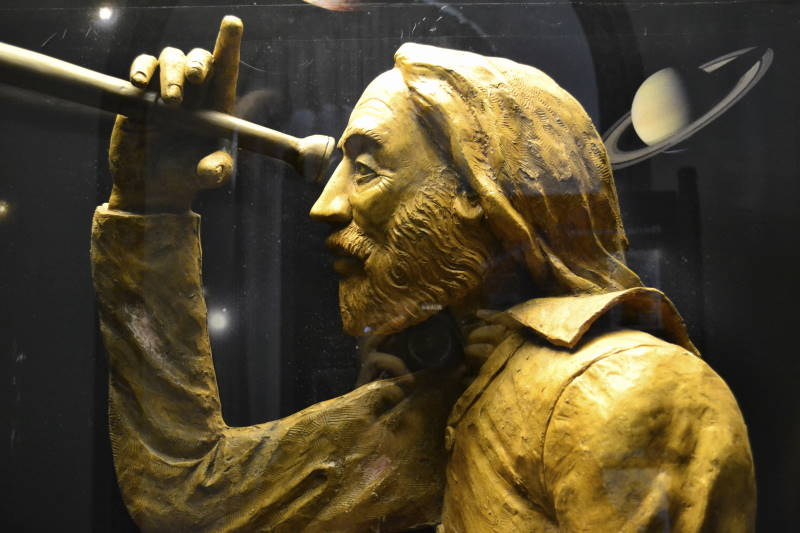
Representación en el interior del museo
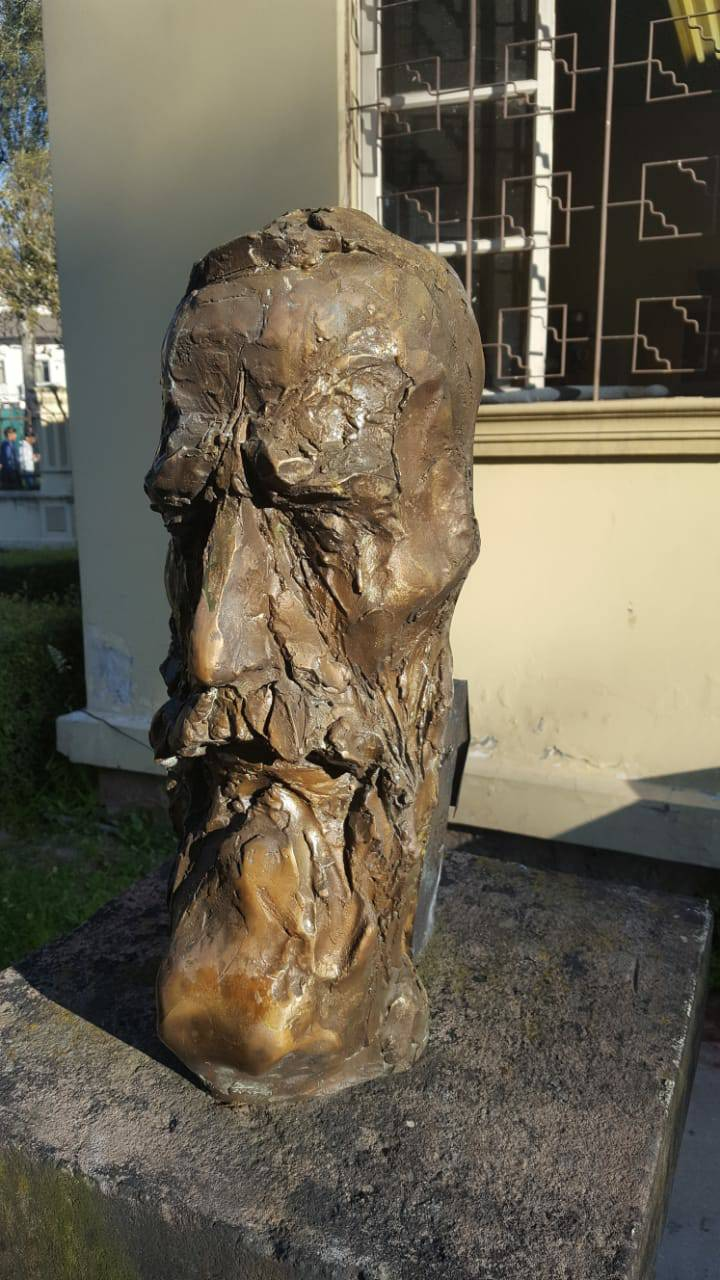
Busto de Milan Rastislav Štefánik.
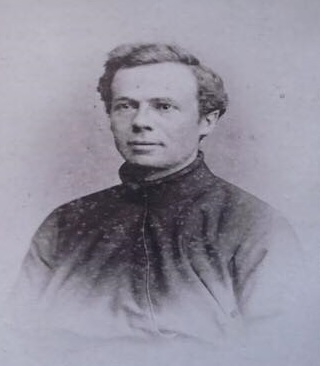
Juan Bautista Menten director del observatorio 1877.

## Directores del Observatorio Astronómico de Quito[9]

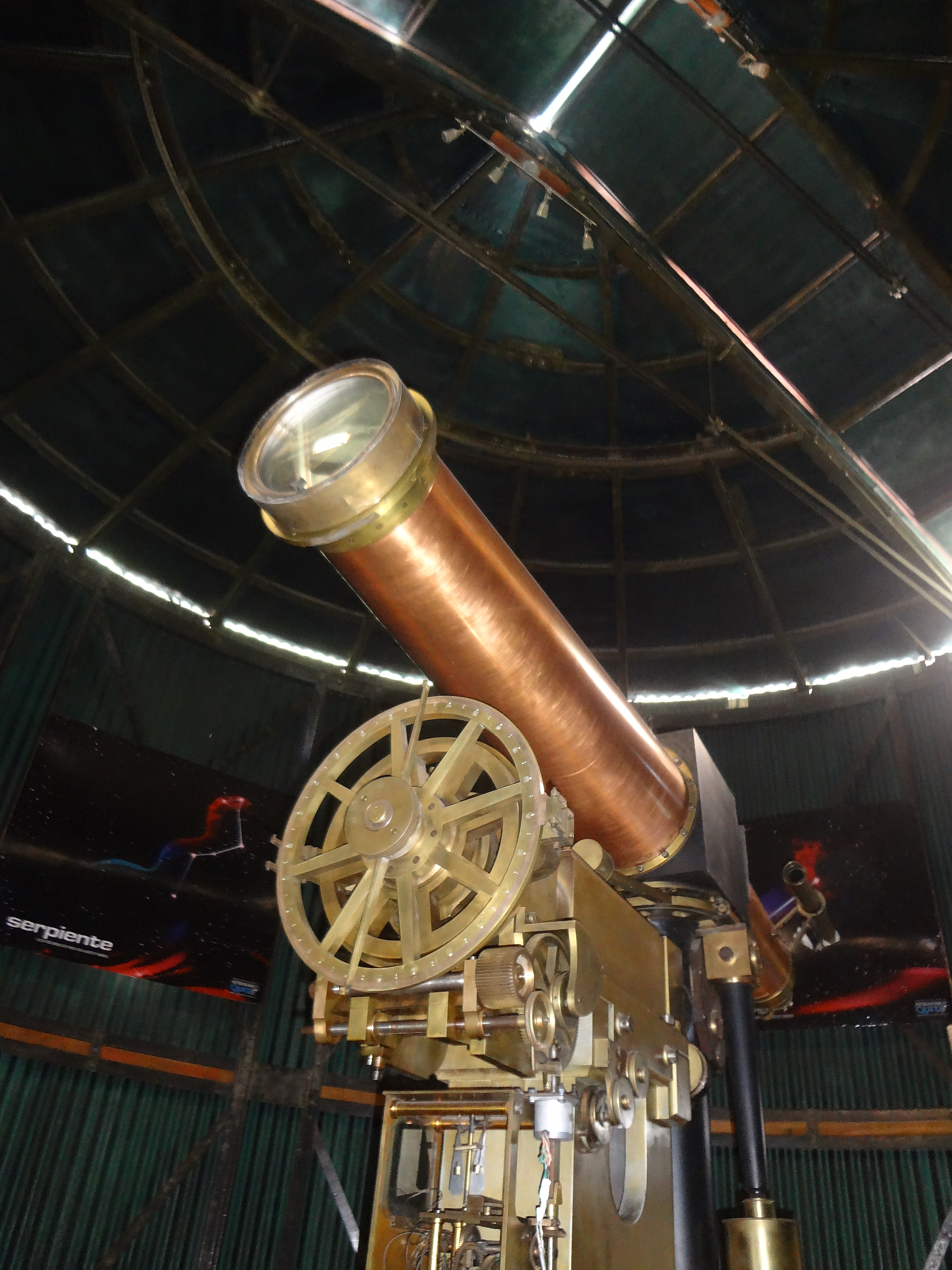
Telescopio refractor antiguo de 24 cm del museo, datado de 1875

Desde su creación el Observatorio Astronómico de Quito ha sido dirigido por importantes científicos:
- Juan Bautista Menten (1870-1883)
- Juan Alejandrino Velasco (1883-1885)
- Guillermo Wickmann (1887-1895)
- Gualberto Pérez (1895)
- Augusto Nicolás Martínez Holguín (1895-1900)
- Francisco Gonnessiat (1900-1905)
- Philippe Lagrula (1906-1907)
- Luis Gonzalo Tufiño (1912-1928)
- Luis Eduardo Mena (1928-1929, 1934, 1935, 1948-1973)
- Nicolás Guillermo Martínez Holguín (1929-1934)
- Juan Odermatt (1935-1948)
- Vicente Lauro Gómez (1951-1952)
- Alfredo Schmitt (1955-1958)
- Jorge Egred Pérez (1934, 1959)
- Hugo Dávila Suárez (1973-1986)
- Valentín Yurevich (1987-1992)
- Ericson López Izurierta (1996- Actualidad)

## Museo Astronómico
El Museo del Observatorio Astronómico de Quito se encuentra en uno de los lugares más tradicionales de Quito, el parque La Alameda. En el Museo del Observatorio se puede conocer de manera personal y vívida la historia de los instrumentos usados por los primeros astrónomos y científicos del país. El Observatorio Astronómico de Quito es uno de los más antiguos de América Latina, y ese es precisamente uno de sus mayores atractivos.

El Museo Astronómico está disponible para el público de lunes a viernes de 9:00am a 1:00pm y de 2:00pm a 5:00pm.

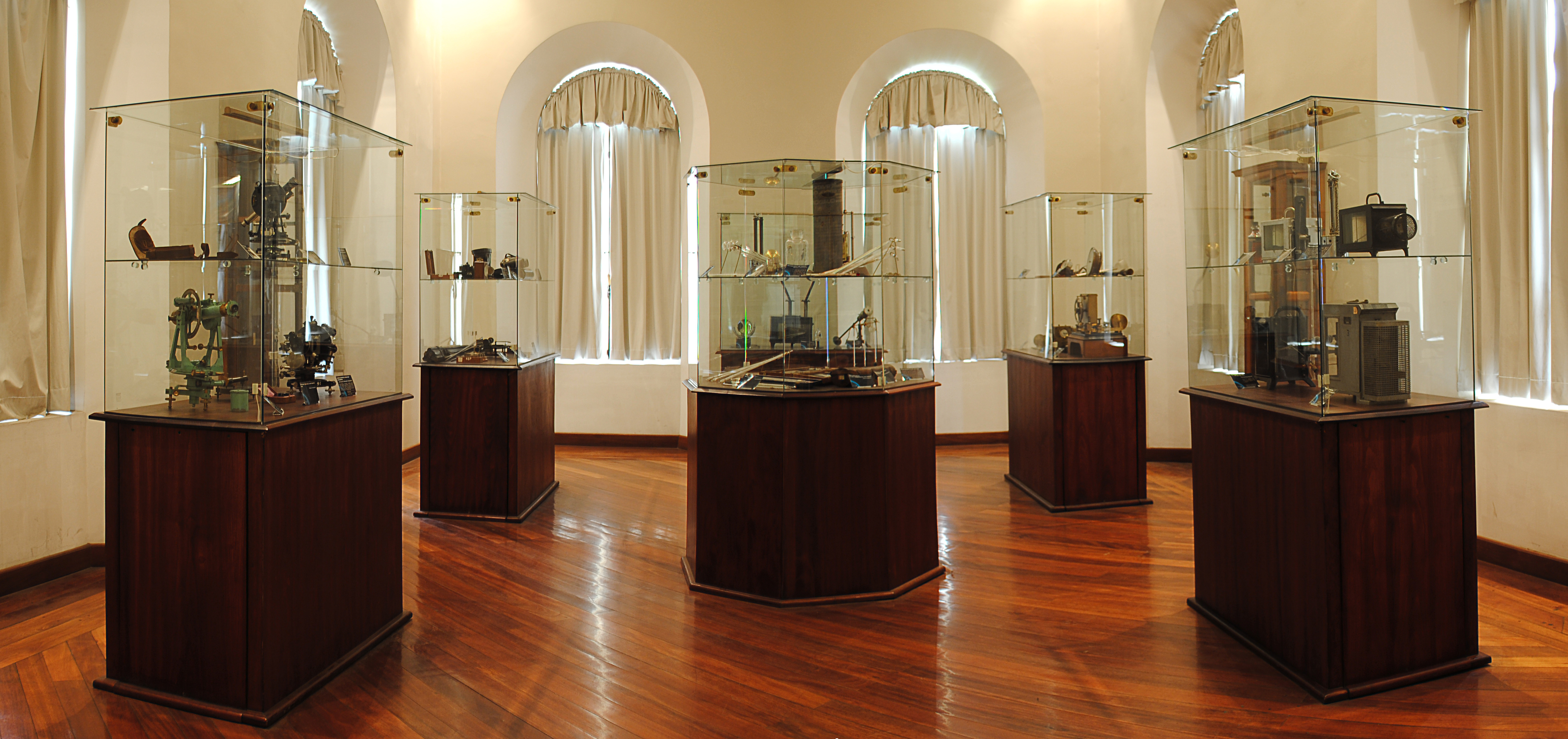
Sala de meteorología
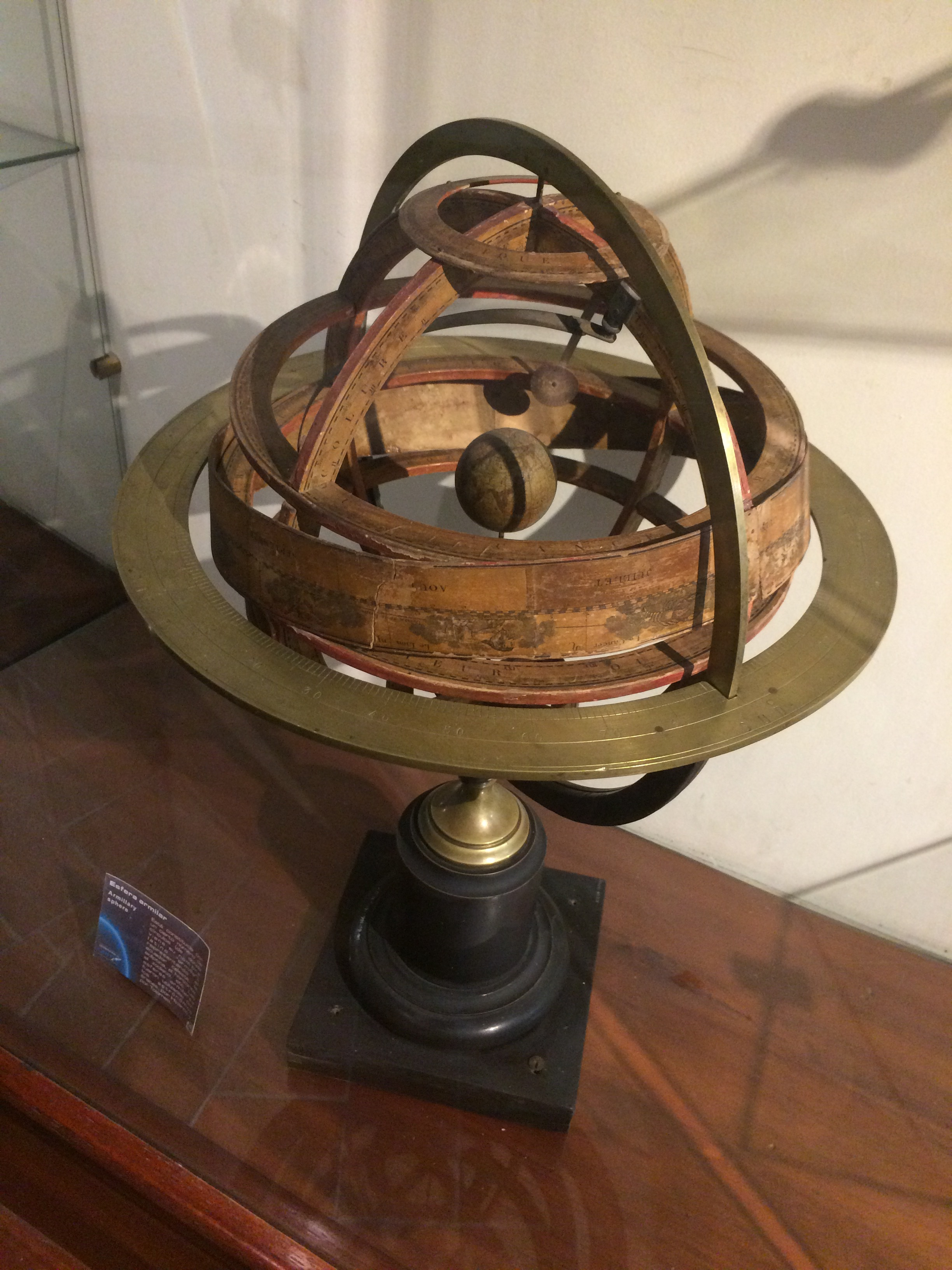
Esfera armilar del siglo XIX.
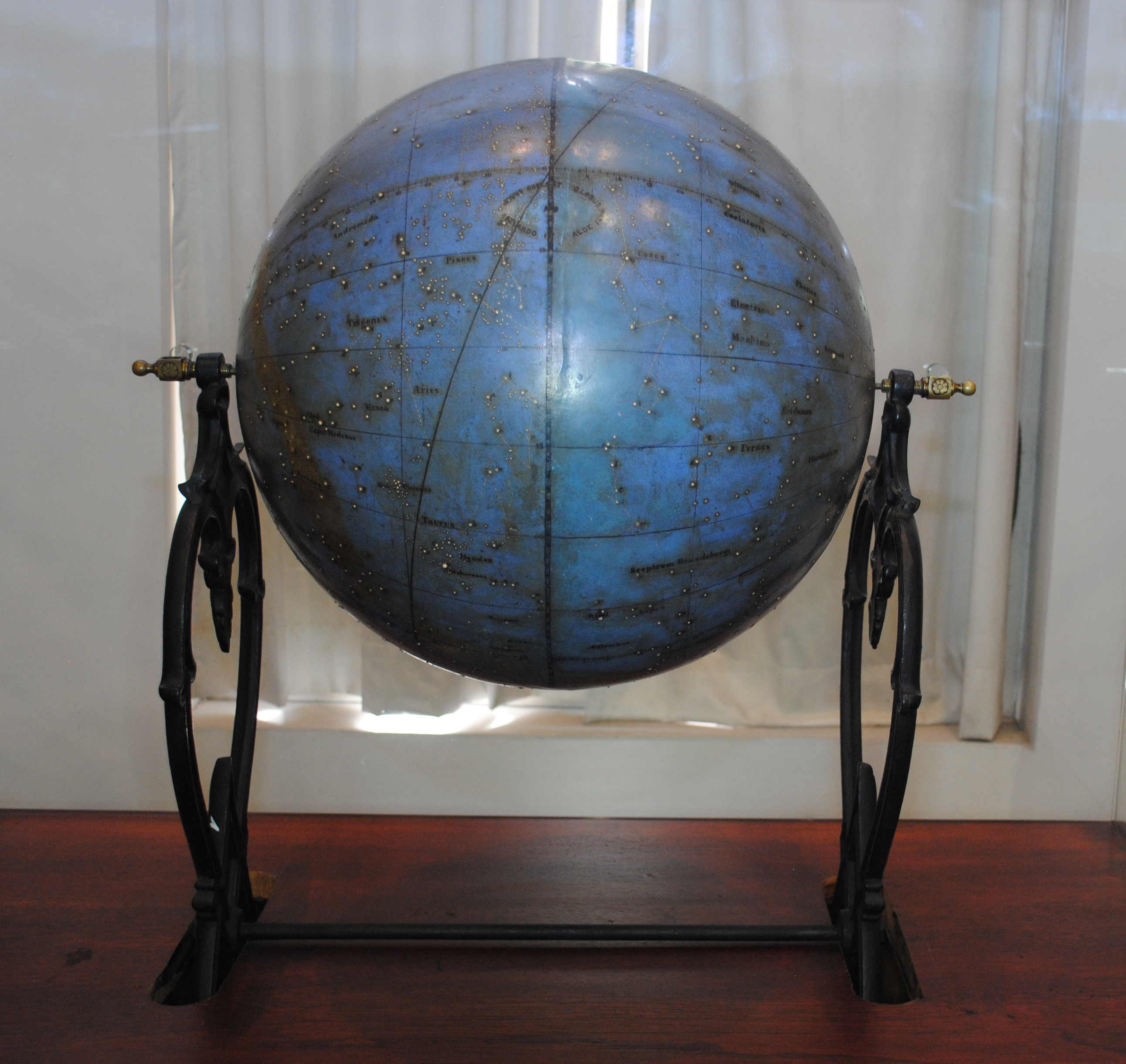
Globo celeste (1896).
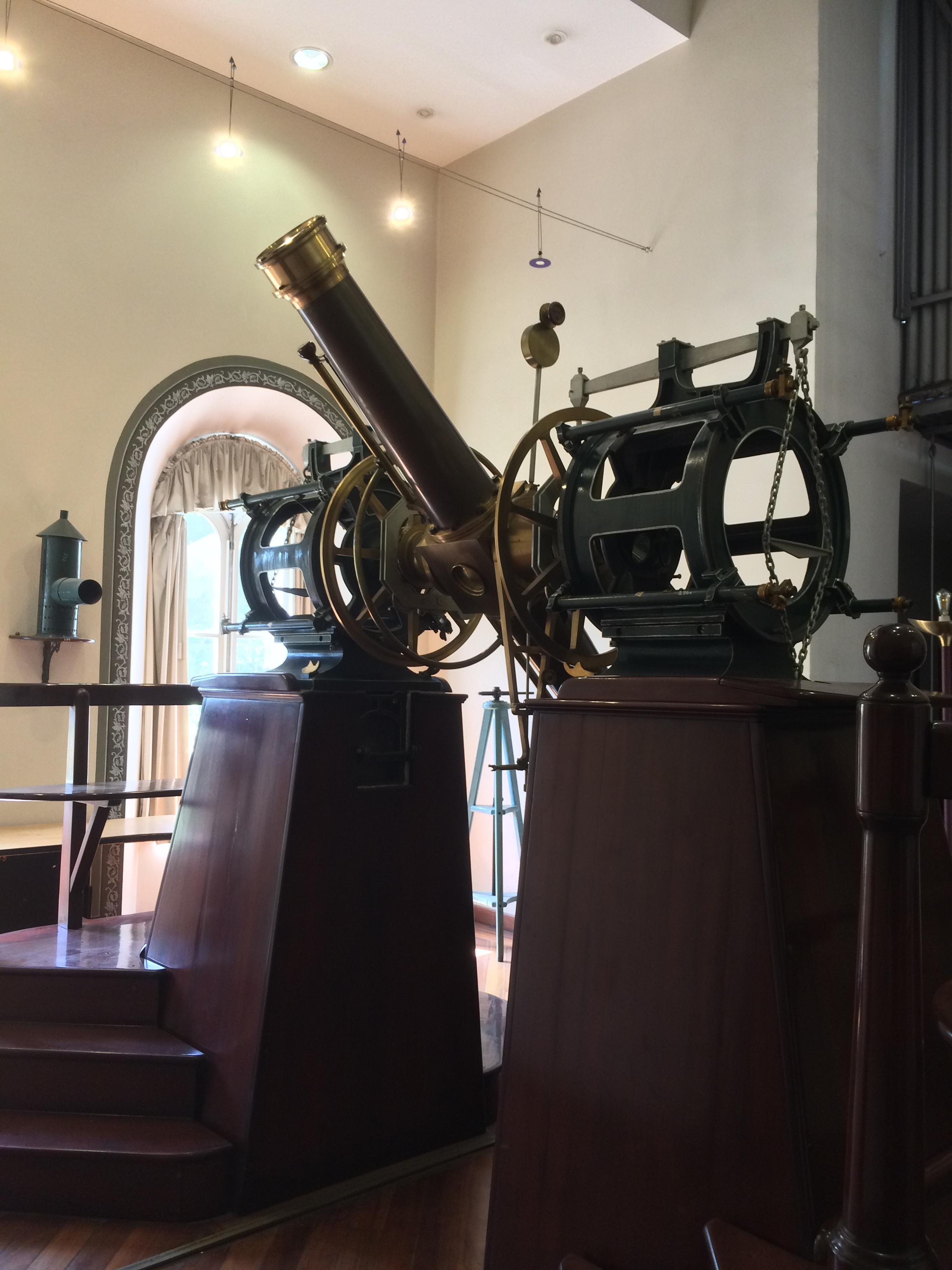
Círculo meridiano (1889), fabricado en Hamburgo por Repsold e hijos.
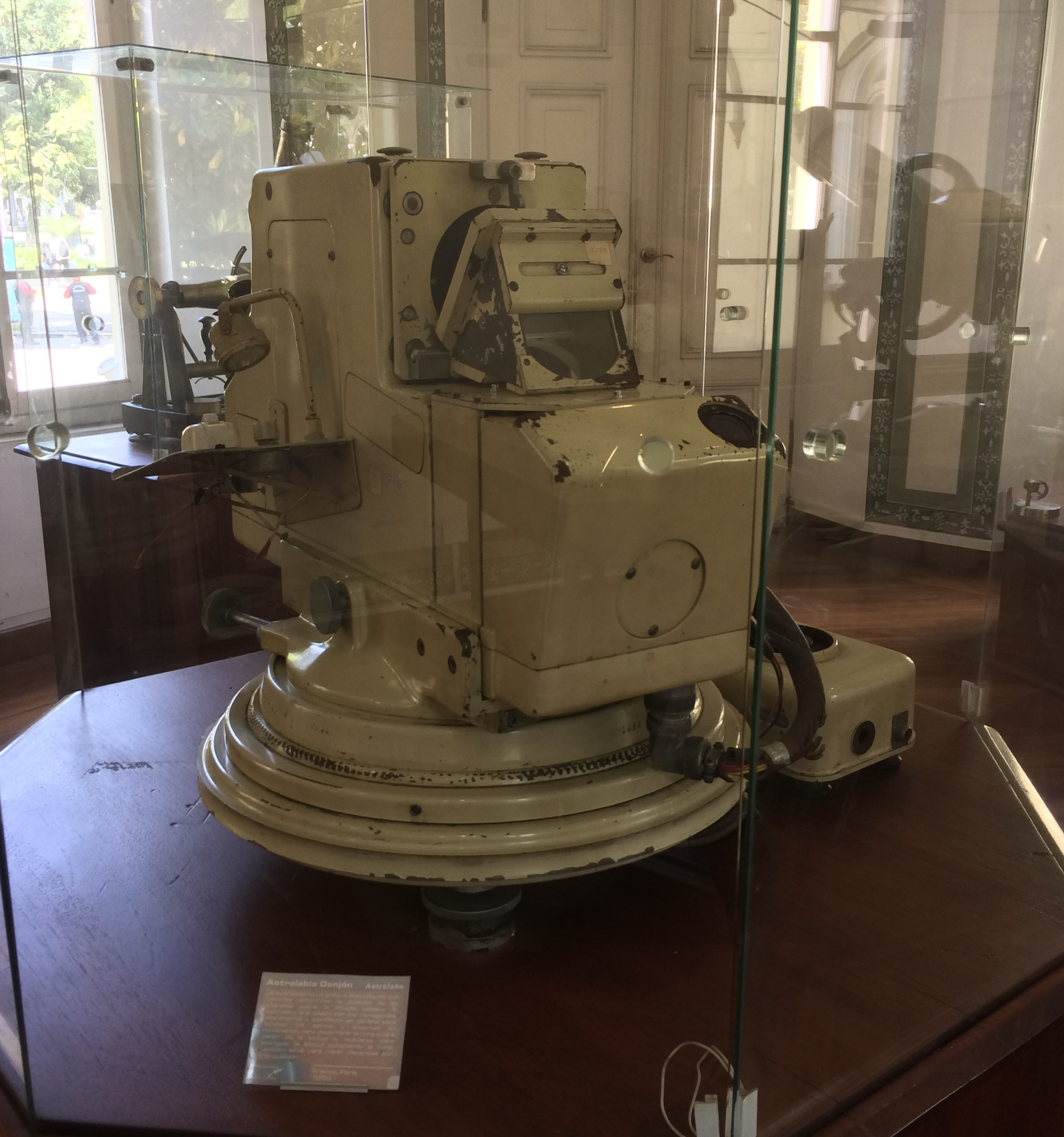
Astrolabio de Danjon (1956), fabricado en Francia por Optique et Précision de Levallois.
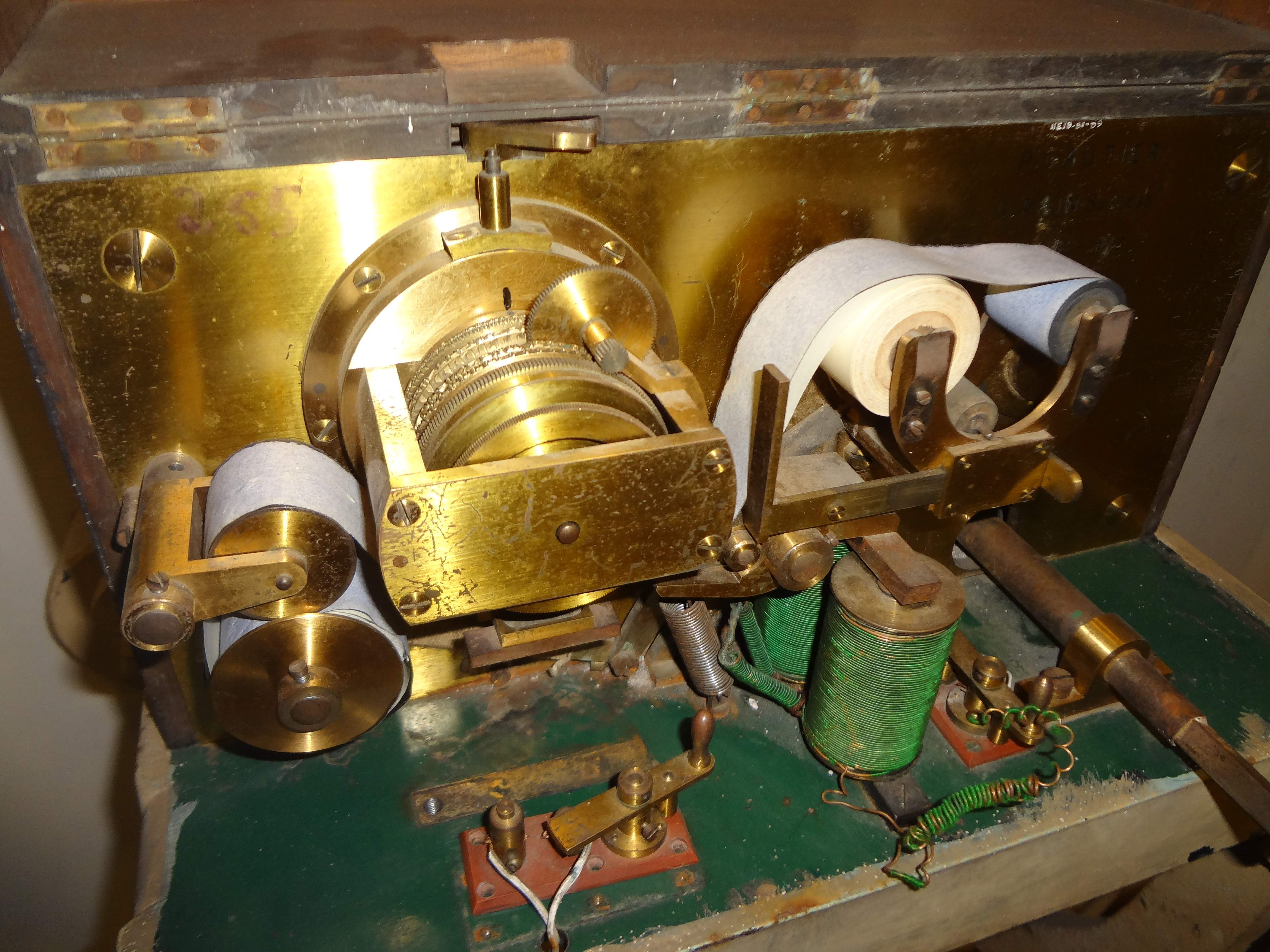
Cronógrafo de Gauthier (1913), fabricado por P. Gauthier.
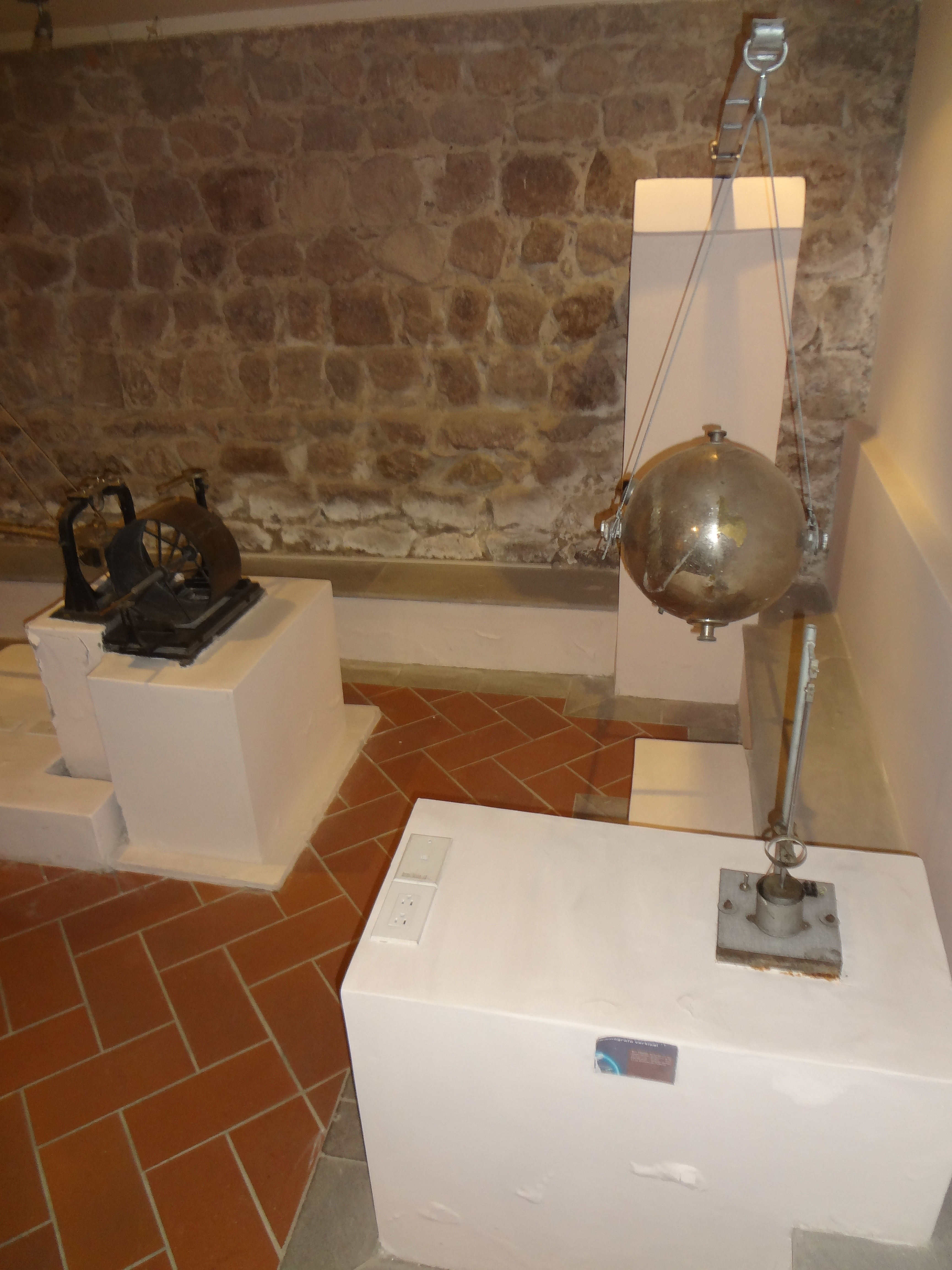
Sismógrafo antiguo